# Julian Dillier
Julian Dillier (* 26. Februar 1922 in Sursee; † 15. Januar 2001 in Basel) war ein Schweizer Mundartautor, Theater- und Radiomann. Einen besonderen Stellenwert hatte bei ihm das lyrische Schaffen.

## Leben und Wirken
Julian Dillier wurde 1922 in Sursee geboren; als Sohn des Landweibels von Obwalden wuchs er im Rathaus zu Sarnen auf. Er war Bürger von Sarnen und Kerns. Sein Bruder Geri Dillier wurde ebenfalls Hörspiel-Regisseur und Radio-Redaktor.
Nach dem Besuch des Kollegiums Sarnen arbeitete Julian Dillier in Sarnen in der kantonalen Verwaltung, zunächst als Kanzlist des Verhöramtes Obwalden, dann als Kanzleisekretär der Staatskanzlei, wo er auch Stellvertreter des Landschreibers war, und schliesslich als Sekretär des Obwaldner Erziehungsdepartementes. Daneben war er als journalistischer Radiomitarbeiter tätig. 1969 verliess er Obwalden und wechselte als Programmredaktor ins Studio Basel des Schweizer Radios, wo er bis zu seiner Pensionierung 1987 wirkte. Die Art, wie ihn die Obwaldner Regierung 1969 nach 26 Jahren im Staatsdienst verabschiedete, scheint ihn zeitlebens beschäftigt zu haben: 

«Mit einem Arbeitsausweis – nicht mit einem Zeugnis, geschweige denn mit einem Dankeswort.»

Er gehört zu den wichtigsten modernen Mundartschriftstellern Obwaldens und weit darüber hinaus. Er war unter anderem vernetzt mit Autoren in der Schweiz, in Österreich, im Elsass, im süddeutschen Raum, im Rheinland und in Luxemburg. So war er Präsident der Gesellschaft für schweizerisches Volkstheater und des Innerschweizer Schriftstellerverbandes, aber auch des Internationalen Dialektinstituts in Wien.
Dillier begann sein literarisches Schaffen mit Theaterstücken für die Laienbühne und mit Hörspielen. Im Laufe der Zeit fand er immer mehr zur Lyrik, in der er politisches Engagement und feine Innerlichkeit miteinander verband. Das zeigt sich exemplarisch in folgendem Kurzgedicht: 

«Diä ‹inner Stimm› / hed ganz sältä äs Stimmrächt.»

„Die ‚innere Stimme‘ / hat ganz selten ein Stimmrecht.“

Sein vielseitiges literarisches Werk schrieb er nicht nur in der Obwaldner Mundart, er verfasste auch Texte in der deutschen Schriftsprache. Am bekanntesten ist hier der Prosatext Frau Bartsch. Eine Reihe seiner Gedichte und politischen Sprüche erschien zuerst in der Zeitschrift Nebelspalter.
Seine Texte fanden nicht immer nur Zustimmung. Besonders zu Diskussionen Anlass gab ein Gedicht über die Nagra, das Dillier nach der Vorlage eines Betrufs 1976 veröffentlichte. Damit schrieb er gegen ein mögliches Atomendlager auf der Alp Glaubenbielen in der Gemeinde Giswil an.
In vielfältiger Weise förderte er auch andere, jüngere Talente und gab ihre Werke im eigenen Nussbaum Verlag heraus. Diesen hatte er zusammen mit seiner Gattin Emma gegründet.

## Ehrungen (Auswahl)
- 1979: Heinrich-Federer-Preis
- 1982: Anerkennungspreis der Stadt Sursee „ad personam und ad festum“[4]
- 1990: Obwaldner Kulturpreis
- 1991: Oberrheinischer Kulturpreis, zusammen mit Wolfgang Kehr
- 1992: Friedestrompreis
- Für das Jahr 2001 wurde Dillier der Innerschweizer Kulturpreis als Literaturpreis zugesprochen. Die Preisübergabe an die Familie erfolgte erst nach dem Tod.

## Werke (Auswahl)
- Gedankä wo barfuess chemid. 1973.
- So z sägä. 1974.
- Mändschä sind mängisch wie Gäärtä. 1978 (mit einem Nachwort von Dieter Fringeli).
- Stimmrächt. 1984 (mit einem Vorwort von Adrien Finck).
- Landsgmeindsgred. 1988.
- Frau Bartsch. 1986. Neuausgaben 2010 (Martin Wallimann, Alpnach 2010, ISBN 978-3-908713-90-6) und 2021 (Edition Bücherlese, Luzern 2021, ISBN 978-3-906907-51-2).
- Wortwertlich. Gesammelte Gedichte 1970–1998. 2001 (herausgegeben und mit einem Nachwort von Christian Schmid).